# Fish Hooks
Fish Hooks (Brasil: Adolepeixes / Portugal: Os Fixóis) é uma série de animação americana criada por Noah Z. Jones. Vinte e um episódios foram encomendados para a primeira temporada. A estreia oficial aconteceu dia 24 de Setembro de 2010. Antes, foi exibido uma pré-estréia de 11 minutos da série no dia 3 de Setembro de 2010, depois da estréia do novo filme original do Disney Channel Camp Rock 2: The Final Jam.  As estrelas de Fish Hooks são Kyle Massey de As Visões da Raven e Cory na Casa Branca, Chelsea Kane de Jonas L.A. e Justin Roiland.
Estreou no Brasil no dia 6 de Dezembro de 2010. O Disney Channel Portugal exibiu uma pré-estreia dia 31 de dezembro de 2010, e a estreia oficial foi no dia 25 de Fevereiro de 2011. Em Portugal, a 3ª temporada nunca foi exibida, e para além do Disney Channel, a série foi exibida no bloco Disney Kids da SIC onde foram exibidas as primeiras duas temporadas.
Foi anunciado no dia 8 de dezembro de 2010 que Fish Hooks foi renovado para uma segunda temporada. A segunda temporada estreou no dia 4 de Novembro de 2011. A terceira temporada da serie estreou no dia 7 de junho de 2013.
A série terminou em 04 de Abril de 2014 nos Estados Unidos.

## Sinopse
A série gira em torno de Milo, seu irmão Oscar e sua dramática amiga Boni. Eles freqüentam uma escola submersa de uma loja de animais em um aquário. A série narra a vida cotidiana de como eles lidam com as amizades, namoro e esportes, bem como tais problemas típicos de adolescentes, como ataques de lagostas gigantes, e excursões escolares para gaiolas de hamster.

## Elenco

### Principal
- Kyle Massey como Milo Fishtooth
- Justin Roiland como Oscar Fishtooth
- Chelsea Staub como  Bea/ Boni/ Bia

### Milo Peixe
É um legal, doce e festeiro peixe. Ele é baixo, divertido, louco e energético. Ele enfrenta a adversidade nos olhos, e considera-se como o mais divertido dos peixes da Escola Águas Frescas. Ele está sempre lá com o seu irmão, Oscar, e sua amiga, Boni. ele tem 16 anos e é o mais novo da turma.

### Oscar Peixe
É um peixe muito nervoso e tenso que tem uma paixão enorme e silenciosa por sua amiga Boni. Ele é irmão de Milo. Comparado com o seu irmão, Oscar mantém para si mesmo e tenta sobreviver com Escola Águas Frescas. Oscar gosta de jogar jogos de sci-fi video. ele tem 17 anos.

### Boni Goldfishberg
É um peixe auto-consciente com o objetivo de entrar para o estrelato. Ela se considera como a mais bela peixe da Escola Águas Frescas. Ela também quer ser uma estrela de cinema. Boni tende sempre a sua aparência e está aí para seus amigos quando eles precisam dela. Por ela ter 17 anos ela fica entrando em varios encontros e oscar morre de ciumes. Mas Boni ainda espera pelo peixe certo.

### Secundário
- Kari Wahlgren como Conchilda/Conchilda - Uma amiga de Boni, uma peixinha rosa, que se preocupa muito com a sua imagem, além de ser descolada e alegre, assim como Boni.
- Sabrina Bryan como Pâmela Hamster - É uma gerbil muito famosa, que já tem o seu próprio programa de TV, é apaixonada por Milo, e depois do primeiro encontro, já passaram a namorar.
- John Caparulo como Joe Greggory - Sonho de consumo de Boni.
- Kimberley Mooney como Timberleia - É pequena amigável e apaixonada por Milo.
- John DiMaggio como João Polvão/Ventosa (Originalmente Jocktopus Ludwig Vandenbush) - É um polvo, pouco esperto que bate em todos os peixes do colégio principalmente Albert Cristal.
- Alex Hirsch como Ostrana/Perolina - É uma ostra que é apaixonada por Oscar, tem cabelos rosa, e muito talentosa quando se trata de dança.
- Atticus Shaffer como Albert Cristal/Alberto Crânio-de-Cristal (Originalmente Albert Glass) - É um peixe "nerd", muito esperto e intelectual, é muito atormentado por João Polvão, e é amigo de Milo, Oscar e Boni.
- Vanessa Marshall como Cobra - Uma cobra amigável, é "vegetariana", apresentada no final, com "Rata" apresentando trapalhadas dentro de um terrario muito pequeno.
- Dana Snyder como Sr. Baldwin/Sr. Baldwin - É um cavalo-marinho, e o professor da turma.
- Kari Wahlgren como Sydney- É um dos ficantes da Boni.
- Kevin McDonald como Dr. Sapo - O professor de jornalismo da Escola Águas Frescas.
- Laura Ortiz como Piranina/Piranhica (Originalmente Piranica) - É uma piranha e é a namorada de João Polvão.

## Episódios
| Temporada | Temporada | Episódios | Exibição Original                                               | Exibição Original   | Exibição no Brasil                                              | Exibição no Brasil     | Exibição no Brasil |
| Temporada | Temporada | Episódios | Estreia de temporada                                            | Final de temporada  | Estreia de temporada                                            | Final de temporada     |                    |
| --------- | --------- | --------- | --------------------------------------------------------------- | ------------------- | --------------------------------------------------------------- | ---------------------- | ------------------ |
|           | 1         | 41        | 3 de Setembro de 2010 (prévia) 24 de Setembro de 2010 (estreia) | 21 de Março de 2011 | 07 de Setembro de 2010 (prévia) 6 de Dezembro de 2010 (estreia) | 18 de Novembro de 2011 |                    |
|           | 2         | 41        | 4 de Novembro de 2011                                           | 17 de Maio de 2013  | 6 de Fevereiro de 2012                                          | 5 de Julho de 2013     |                    |
|           | 3         | 28        | 7 de Junho de 2013                                              | 04 de Abril de 2014 | 7 de Outubro de 2013                                            | 28 de Junho de 2014    |                    |

## Dublagem
| Personagem         | Voz original     | Dublagem          | Dobragem                  |
| ------------------ | ---------------- | ----------------- | ------------------------- |
| Milo               | Kyle Massey      | Yan Gesteira      | Diogo Ferreira            |
| Oscar              | Justin Roiland   | Olavo Cavalheiro  | João Dantas               |
| Bea / Boni / Bia   | Chelsea Staub    | Renata Ferreira   | Helena Mota               |
| Ostrana / Perolina | Alex Hirsch      | Sylvia Salustti   | Bárbara Lourenço          |
| Cobra              | Vanessa Marshall | Sylvia Salustti   | Joana Freixo              |
| Conchilda          | Kari Wahlgren    | Pamella Rodrigues | Carla Garcia              |
| Senhor Baldwin     | Dana Snyder      | Alfredo Martins   | Informação não disponível |
| Pamela Hamister    | Sabrina Bryan    | Luisa Palomanes   | Informação não disponível |

## Prêmios e nomeações
| Ano  | Prêmio                       | Categoria           | Nomiado    | Resultado | Ref.        |
| ---- | ---------------------------- | ------------------- | ---------- | --------- | ----------- |
| 2012 | Kids Choice Awards Argentina | Mejor serie animada | Pecezuelos | Indicado  | [ 3 ] [ 4 ] |